# Millsap (Texas)
Pour les articles homonymes, voir Millsap.
Millsap est une ville située au sud-est du comté de Parker, au Texas, aux États-Unis,.

## Démographie
Lors du recensement de 2010, la ville comptait une population de 403 habitants. Elle est estimée, en 2016, à 431 habitants.

### Source de la traduction
- (en) Cet article est partiellement ou en totalité issu de l’article de Wikipédia en anglais intitulé « Millsap, Texas » (voir la liste des auteurs).